# Fedora Bartošová
Fedora Bartošová (Vyškov, 1884 - Brno, 1941) fou una escriptora txeca, coneguda per ser la llibretista de l'òpera El destí (1903) de Leoš Janáček.